# Finnország világörökségi helyszínei
Finnország területéről eddig hét helyszín került fel a világörökségi listára, két helyszín a javaslati listán várakozik a felvételre.
| | Rauma óvárosa |
| 1991, kisebb módosítás: 2009 |               |
| Kulturális (IV)(V) |               |
| Védett terület: 29 ha, puffer zóna: 142 ha, hivatkozás: 582 |               |
| Rauma a 16. század közepéig Finnország egyik legjelentősebb városa volt. A Botteni-öböl partján található település egyike az ország legrégebbi kikötőinek. A város magja egy ferences rendi kolostor, a köréje épült alacsony faházakból álló 15. századi városmag elrendezése a hagyományos középkori városalaprajzokat követi. Az egy- és kétemeletes házak egységes hatást keltenek és Skandinávia legnagyobb faház-együttesét alkotják. A kolostoregyüttest a 15. század első felében emelték, ebből már csak az 1449-ben épült Szent Kereszt-templom áll, amelynek mennyezetét freskókkal borították. A kolostor többi része 1538-ig maradt fenn. A 17. század vége felé a városközpontban egy tűzvész pusztított, ennek ellenére az újjáépítéskor sikerült megőriznie népi építészeti hagyományait. A 18. és a 19. században a város birtokolta az ország legnagyobb kereskedelmi hajóflottáját, ennek köszönhetően a település felvirágzott. Ebből a korból származnak a házak gazdagon díszített homlokzatai. Az épületek nagy részét egy átfogó fejlesztési terv során restaurálták és a kétszintes városházában egy múzeumot helyeztek el. |               |

| | Suomenlinna erődítménye |
| 1991 |                         |
| Kulturális (IV) |                         |
| Védett terület: 210 ha, puffer zóna: 2 641 ha, hivatkozás: 583 |                         |
| Suomenlinna erődítménye, az európai hadiépítészet kiemelkedő példája egy több épületből álló, hat szigeten elterülő erődítményrendszer, a világ egyik legnagyobb tengeri erődítménye. Helsinki kikötőjének bejáratánál építették a 18. század második felében, amikor a terület a Svéd Királyság fennhatósága alatt állt. Az eredeti épületegyüttesből hat kilométernyi fal és 190 épület maradt meg. A munkálatok Augustin Ehrensvärd admirális felügyelete alatt 1748-ban kezdődtek, tervezésében francia hadmérnökök is szerepet vállaltak. Az épületegyüttes nagy része hamar, már 1772-re elkészült. 1808-ban az oroszok harc nélkül elfoglalták és a várost a Finn Nagyhercegség fővárosává tették. Ebből a korból csak egy ortodox templom, faházak és a helyőrség épületei maradtak meg. 1855-ben a krími háborúban az épületegyüttes súlyos károkat szenvedett, 1918-ban Finnország függetlenné vált, ezután kommunisták börtöneként használták. Mai nevét is 1918-ban kapta, amikor az eredetileg Sveaborgnak (svéd erődnek) nevezett erődláncot Suomelinnára (Finnország erődje) változtatták. A Helsinki egyedi földrajzi adottságaihoz tökéletesen alkalmazkodó épületegyüttes jelenleg népszerű turisztikai célpont. |                         |

| | Petäjävesi ótemploma |
| 1994 |                      |
| Kulturális (IV) |                      |
| Védett terület: 3 ha, puffer zóna: 48,4 ha, hivatkozás: 584 |                      |
| Petäjävesi evangélikus ótemplomát, a skandináv templomépítészet egyik tipikus példáját 1765-ben építették. A helyszínt úgy választották ki, hogy csónakon és a téli jégtakarón is egyaránt megközelíthető legyen. A Jamsänvesi- és a Petäjävesi-tó közötti földnyelven álló épület külseje és alaprajza európai hatásokat mutat, a gótikus és reneszánsz stíluselemeket a hagyományos kelet-skandináviai építészet és fafaragás díszítőelemeivel ötvözi. A központi elrendezésű épület alaprajza egy egyenlő szárú kereszt, a zsindelyes kontytetőn gótikus hatások figyelhetők meg. A négyezet fölé egy nyolcszög alaprajzú tornyot emeltek, a hajók magas, boltozatos tetejét fenyőből készítették. Egyszerű oltárképe 1843-ban készült. A templomot 879 és 1920 között elhanyagolták, ekkor állapota leromlott. A 20. századi felújítás során felismerték az épület építészettörténeti jelentőségét, ezért a restaurálás során csak hagyományos alapanyagokat és technikát használtak. | kulturális           |

| | Verla ipartörténeti műemlékei |
| 1996 |                               |
| Kulturális (IV) |                               |
| Védett terület: 22,8 ha, puffer zóna: 88 ha, hivatkozás: 751 |                               |
| A Skandinávia kiterjedt erdőségeire alapult papírgyártás a 19. században élte első virágkorát. Ebből a korból maradt meg a verlai fafeldolgozó üzem amely a kiváló állapotban megőrződött deszkamalommal és a környező lakónegyeddel a 19. században és a 20. század elején virágzó farost-, papír-, és lemezgyártással foglalkozó vidéki ipari települések és a finn fafeldolgozó ipar egyik legfontosabb ipari műemléke. Az 1882-ben létesített, Helsinkitől százötven kilométerre északra található papírmalom a hozzá tartozó kartonlemezgyár illetve a munkások lakónegyede a Kymi völgyében fekszik. A terület gazdasága a szervezett faúsztatásnak és a kiépülő vasúti közlekedésnek köszönhetően gyors fejlődésnek indult. A 20. század közepére a fafeldolgozó hozama fokozatosan csökkent míg végül az üzemet 1964-ben bezárták de ipartörténeti múzeumként továbbra is hasznosították. Ma is látható épületei az 1964-es állapotot tükrözik, gépei máig működőképesek. A gyárban napjainkban a finn fafeldolgozó ipar történetét bemutató múzeum működik. |                               |

| | Sammallahdenmäki bronzkori temetője |
| 1999 |                                     |
| Kulturális (III)(IV) |                                     |
| Hivatkozás: 579 |                                     |
| Sammallahdenmäki bronzkori temetője Finnország legnagyobb és legszebb állapotban fennmaradt őskori temetője. A Rauma közelében található harminchárom halomsír közül huszonnyolc a bronzkorra datálható. A sírhalmok csoportokban helyezkednek el egy hétszáz méter hosszú, keskeny hegygerincen. A hely feltételezhetően egy napimádó kultusz szertartáshelye volt ahonnan zavartalan kilátás nyílt a tengerre és a Napot sem takarták el tájelemek. A nagy kiterjedésű temetőben a sírhalmokat egymásra hordott gránittömbök és sziklák alkotják. Háromféle sírtípust azonosítottak, vannak közöttük alacsony kőhalmok, nagy, dombszerű halmok és kör alakú körbefalazott síremlékek. A sírok belsejében sírkamrákat alakítottak ki, amelyeket kőlapokkal határoltak. Ezekben az üregekben elszenesedett csontmaradványokat és faszenet tártak fel. A sírhalmok betekintést nyújtanak a bronzkori észak-európai temetkezési szokásokba, a társadalmi viszonyokba és a kor vallásába amelyben központi szerep jutott a tenger és a Nap misztikus kapcsolatának. |                                     |

| | Merenkurkku szigetvilága |
| Finnország és Svédország közös világörökségi helyszíne |                          |
| 2000, kiterjesztés: 2006 |                          |
| Természeti (VIII) |                          |
| Védett terület: 336 900 ha, hivatkozás: 898 |                          |
| A finnországi Merenkurkku-szigetvilág és a svédországi Magaspart határokon átívelő természeti világörökségi helyszíne a Balti-tenger északi részén található. A szigetvilág körülbelül 5600 szigetből áll. Az utolsó jégkorszak vége óta (ami Skandináviában 9600 évvel ezelőtt történt) a szigetcsoport tengerszint feletti magassága folyamatosan és gyors ütemben nő. Ennek oka, hogy elolvadt a hatalmas súlyú jégtakaró, ami eddig a víz alá nyomta. Ennek a folyamatnak a hatására szigetek bukkannak elő, a meglévő szigetek és a félszigetek területe egyre nagyobb lesz, egyes öblökből tavak lesznek később pedig mocsarak és tőzeglápok. A Magaspartot szintén az olvadás és ennek következtében a új földdarabok kiemelkedése formálta. Jellegzetességei a tavak és az erdővel borított dombok. A térség eddig 285 métert emelkedett és ez a folyamat jelenleg is tart. A talaj évszázadonként 93 centimétert emelkedik, ami az eddig ismert legnagyobb mértékű emelkedés, így ezen a területen lehetőség nyílik a jégkorszak utáni földmozgások tanulmányozására. |                          |

| | Struve földmérő vonal |
| Észtország, Fehéroroszország, Finnország, Lettország, Litvánia, Moldova, Norvégia, Oroszország, Svédország és Ukrajna közös világörökségi helyszíne. |                       |
| 2005 |                       |
| Kulturális (I)(IV)(VI) |                       |
| Hivatkozás: 1187 |                       |
| A 19. századra a háromszögeléses módszer módszer már elérte azt a fejlettségi szintet, hogy rendszeresen alkalmazták a földméréseknél. Friedrich Georg Wilhelm von Struve német csillagász eldöntötte, hogy ezzel a módszerrel pontosan meghatározza a Föld formáját és nagyságát. A méréseket úgynevezett háromszögelési technikával, mérőpontok által meghatározott háromszöghálózat segítségével végezték. A munkát 1816-ban kezdték el és majdnem negyven évvel később 1855-ben fejezték be. A cél a tartui meridián, a Tartu városán áthaladó hosszúsági kör pontos megmérése volt. A tíz országon (Norvégia, Svédország, Finnország, Oroszország, Észtország, Lettország, Litvánia, Fehéroroszország, Ukrajna, Moldovai Köztársaság) áthaladó földmérő vonal a Jeges-tengertől a Fekete-tengerig húzódik, hossza 2820 kilométer, 258 háromszögből és 265 felsőrendű és 60 alsórendű pontból áll. A telepített mérési pontokból napjainkra 34 maradt meg. |                       |

## Javasolt helyszínek
| Megnevezés                         | Kép | Típus      | Kritérium | Év   | Link |
| ---------------------------------- | --- | ---------- | --------- | ---- | ---- |
| A Saimaa-tavi gyűrűsfóka élőhelyei |     | Természeti | IX, X     | 2021 | 6509 |
| Alvar Aalto építészeti munkái      |     | Kulturális | II        | 2021 | 6510 |